# أحجواني

الأحجواني أو اللون الماجنتيّ (بالإنجليزية: magenta)‏ أو  الأحمر الأرجواني: هو لون أحمر أرجواني يمكن توليده في الأضواء باستخدام قدرة أقل في أطوال الموجات الخضراء المصفرة أكثر من أطوال الموجات الزرقاء والحمراء (اللون المكمل للون الأحمر الأرجواني يكون ذو طول موجة حوالي 500 - 530 نانومتر). في تجارب الضوء، يمكن توليد اللون الأحمر الأرجواني بطرح أطوال الموجات الخضراء المصفرة من اللون الأبيض. وهو لون طيفي إضافي، أي لايمكن توليده بضوء ذي طول موجة وحيد، فهو مزيج من أطوال موجات الأزرق والأحمر. أتى اسم (ماجنتا) من صباغ ماجنتا، والمسمى بشكل شائع بالفوشين، والمكتشف بعد معركة ماجينتا عام 1859 قرب ماجينتا، في إيطاليا.

## الأحجواني الطباعي
الأحجواني الطباعي (بالإنجليزية: printer's magenta)‏ هو أحد ألوان الفضاء اللوني CMYK المستخدم في الطباعة. 

## الأحجواني (فوشي)
في الفضاء اللوني ح خ ز، يُعتبر الماجنتي أحد الألوان الثانوية الثلاثة، وينتج عن مزج اللونين الأوليين الأحمر والأزرق. لون الويب الأحجواني هو نفسه الفوشيّ (وكلاهما ذوا ثلاثية هيكس FF00FF)، وقد يطلق عليه أيضاً الأحجواني إلكتروني.

## معرض صور

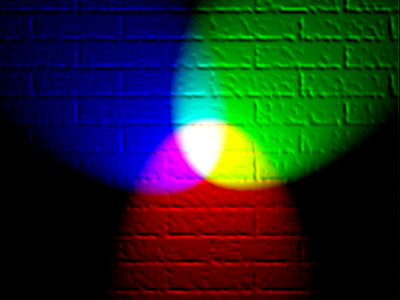